# Kohlengraben (Odenbach)
Der Kohlengraben ist ein gut einen halben Kilometer langer orographisch rechter Zufluss des Odenbaches in den rheinland-pfälzischen Landkreisen Kaiserslautern,
Donnersberg und Kusel.

## Verlauf
Der Kohlengraben entspringt im Naturraum Moschelhöhen des Nordpfälzer Berglandes auf einer Höhe von 282 m ü. NHN in einem Mischwald zwischen dem nordwestlichen Fuße des Ölsberges (409,5 m) und dem südwestlichen des Rothenberges (441,8 m). Seine Quelle liegt etwa dreihundertfünfzig Meter nordöstlich des zur Ortsgemeinde Niederkirchen gehörenden Wohnplatzes Bügenmühlerhof. Auf dem Ölsberg liegt ein Biotop, welches sich bis in das Tal des Kohlengrabenoberlaufes erstreckt. Der Kohlengraben markiert auf seinen gesamten Lauf bis zur Mündung die Grenze zwischen dem Kreis Kaiserslautern im Süden und zuerst dem Donnersbergkreis und dann dem Landkreis Kusel im Norden.
Der Bach fließt zunächst in westlicher Richtung durch ein enges Kerbtal an beiderseits bewaldeten Berghängen entlang. Er verlässt dann den Wald und läuft danach begleitet von einer Baumgalerie zwischen der Feldflur Gänsacker auf der rechten Seite und der brachliegenden Wiesenflur An der Talstraße durch ein sich nun merklich geweiteten Tale.

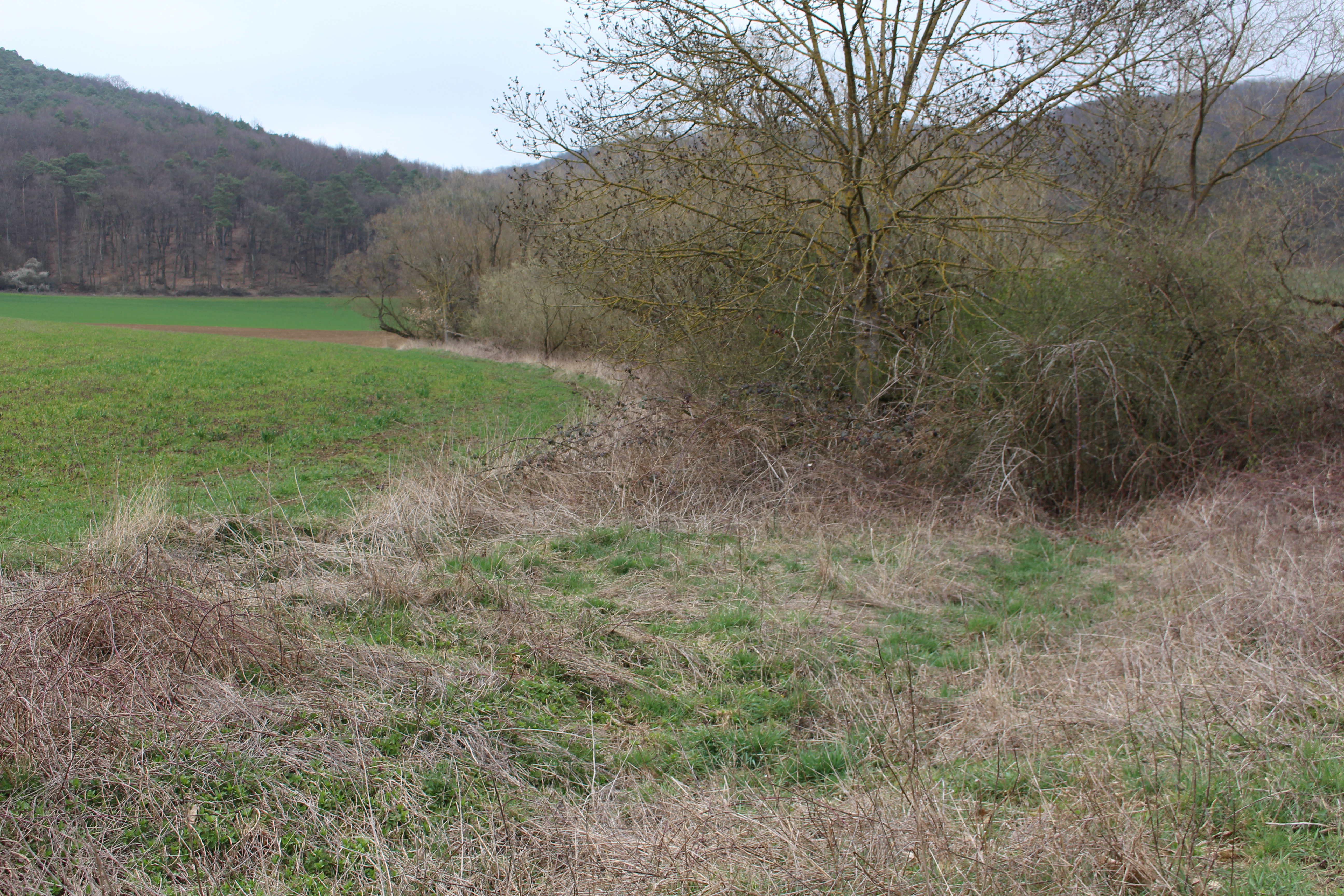
Kohlengraben, Blick in östlicher Richtung

Nördlich eines kleinen Friedhofes von Bügenmühlerhof biegt er direkt östlich der Landesstraße 382 scharf nach Nordnordwesten ab und mündet schließlich zwischen der etwa hundert Meter nordnordöstlich liegenden Mündung des Farsbaches und der nur knapp dreißig Meter entfernten auf der anderen Seite des Odenbaches liegenden Einmündung des Morgrabens auf einer Höhe von 240 m direkt neben der L 382 von rechts in den aus dem Süden kommenden Odenbach.

## Daten
Der Kohlengraben hat ein Einzugsgebiet von 0,44 km² und entwässert über den Odenbach, den Glan, die Nahe und den Rhein in die Nordsee. Der Höhenunterschied von seiner Quelle bis zu seiner Mündung beträgt 42 m, was bei einer Lauflänge von 576 m einem mittleren Sohlgefälle von 72,9 ‰ entspricht.

## Natur und Umwelt
Das auf dem Ölsberg liegende schutzwürdige Biotop Wald-Offenland-Komplex am Ölsberg nördlich Niederkirchen hat die Gebietsnummer BK-6412-0216-2009 und ist insgesamt etwa 15,6 ha groß.
In dem  örtlich bedeutsame Naturraum  wächst ein Buchenwald am Nordwesthang des Ölsbergs mit einer angrenzenden Magerwiese im Kuppenbereich. Das Biotop erstreckt sich bis in das Kerbtal des Kohlengrabens und geht dann in eine kleine Grünlandmulde über, in welcher sich Streuobstbestände, sowie eine Fettweide und Grünlandbrache befinden.
Der Kohlengraben mündet nach etwas weniger als 0,6 km langem Lauf mit mittlerem Sohlgefälle von etwa 73 ‰ rund 42 Höhenmeter unterhalb seiner Quelle.